# Temnida
Temnida es un género de arañas araneomorfas de la familia Anyphaenidae. Se encuentra en Sudamérica.

## Especies
Según The World Spider Catalog 12.0:
- Temnida rosario Brescovit, 1997
- Temnida simplex Simon, 1897